# Lạng Sơn
Lạng Sơn är en stad ett par mil från gränsen till Kina i nordöstra Vietnam och är huvudstad i provinsen Lạng Sơn. Folkmängden i centralorten uppgick till cirka 75 000 invånare vid folkräkningen 2019.